# باربارا ولنتین
باربارا ولنتین (انگلیسی: Barbara Valentin؛ ۱۵ دسامبر ۱۹۴۰ – ۲۲ فوریهٔ ۲۰۰۲) بازیگر اهل اتریش بود.
از فیلم‌هایی که وی در آن‌ها نقش داشته‌است، می‌توان به شاه، بی‌بی، سرباز اشاره نمود.